# كاميلا ليشفينكو
كاميلا ليشفينكو (ني ستيبانيوك ، من مواليد 22 مارس 1986) لاعبة بولندية متخصصة في قفز عالي.

## روابط خارجية
- كاميلا ليشفينكو على موقع الاتحاد الدولي لألعاب القوى (الإنجليزية)
- كاميلا ليشفينكو على موقع الاتحاد الأوروبي لألعاب القوى (الإنجليزية)
- كاميلا ليشفينكو على موقع الرابطة البولندية لألعاب القوى (البولندية)
- كاميلا ليشفينكو على موقع الدوري الماسي (الإنجليزية)
- كاميلا ليشفينكو على موقع اللجنة الأولمبية الدولية (الإنجليزية)
- كاميلا ليشفينكو على موقع أوليمبيديا (الإنجليزية)
- كاميلا ليشفينكو على موقع اللجنة الأولمبية البولندية (مؤرشف) (البولندية)